# Richard Müller (politik)
Richard Müller (7. června 1844 Plzeň – 24. dubna 1889 Mimoň) byl rakouský politik německé národnosti z Čech, poslanec Českého zemského sněmu.

## Biografie
Absolvoval studium práv. Od roku 1877 působil jako notář v Mimoni. Byl členem obecního zastupitelstva. Působil v tělovýchovné jednotě Turnverein a německém národnostním spolku Deutscher Schulverein.
V 80. letech se zapojil i do vysoké politiky. V zemských volbách v roce 1883 byl zvolen na Český zemský sněm, kde zastupoval kurii městskou, obvod Cvikov, Mimoň. Byl oficiálním kandidátem německého volebního výboru (tzv. Ústavní strana, liberálně a centralisticky orientovaná, odmítající federalistické aspirace neněmeckých etnik). V lednu 1887 byl prohlášen za vystouplého ze sněmu. Šlo o součást pasivní rezistence, kdy němečtí poslanci protestovali proti nenaplnění jejich státoprávních a jazykových požadavků a fakticky zahájili bojkot sněmu. Manifestačně byl opět zvolen v září 1887.
Zemřel v dubnu 1889.